# Comuna Novofedorivka, Hola Prîstan
Novofedorivka (în ucraineană Новофедорівка) este o comună în raionul Hola Prîstan, regiunea Herson, Ucraina, formată din satele Novofedorivka (reședința) și Zaliznîi Port.

## Demografie
Componența lingvistică a comunei Novofedorivka
     Ucraineană (83,49%)
     Rusă (15,47%)
     Alte limbi (0,44%)
Conform recensământului din 2001, majoritatea populației comunei Novofedorivka era vorbitoare de ucraineană (83,49%), existând în minoritate și vorbitori de rusă (15,47%).